# Ozaniego
Ozaniego es un despoblado español perteneciente al municipio de Alija del Infantado, en la comarca de Tierra de La Bañeza, al suroeste de la provincia de León, comunidad autónoma de Castilla y León.
Perteneció a la antigua Jurisdicción de Alija de los Melones (Provincia de Zamora).

## Contexto geográfico
Está situado al margen del río Órbigo. Se encuentra a 1,6 km de Alija del Infantado.

## Monumentos
Se mantiene en pie la espadaña de la iglesia (siglo XIII), restaurada como capilla panteón. Cuenta con bodegas y un pozo tradicional.